# Panda Bear
Ной Бенджамін Леннокс (англ. Noah Benjamin Lennox); 17 липня 1978), також відомий під псевдонімом Panda Bear — американський музикант, автор-виконавець, мультиінструменталіст і співзасновник гурту Animal Collective. Окрім роботи з цим гуртом, Леннокс випустив шість сольних альбомів з 1999 року, а його альбом Person Pitch 2007 року вплинув на жанр чилвейв та численні інші. Його наступні альбоми Tomboy (2011) та Panda Bear Meets the Grim Reaper (2015) потрапили до чарту Billboard 200.
Леннокс виріс у Балтиморі, штат Меріленд, де співав тенором у шкільному камерному хорі, а також навчався грі на фортепіано та віолончелі. Ім'я «Panda Bear» походить від його звички малювати панд на своїх ранніх мікстейпах у підлітковому віці. Він та інші учасники Animal Collective почали співпрацювати наприкінці 1990-х років. Він також співпрацював з іншими артистами, зокрема з Daft Punk над синглом «Doin' It Right» 2013 року та Sonic Boom над альбомом Reset 2022 року. З 2004 року живе в Лісабоні, Португалія.

## Дискографія
Студійні альбоми
- Panda Bear, 1999
- Spirit They're Gone, Spirit They've Vanished (разом із Avey Tare), 2000
- Danse Manatee (рахом із Avey Tare і Geologist), 2001
- Young Prayer, 2004
- Person Pitch, 2007
- Tomboy, 2011
- Panda Bear Meets the Grim Reaper, 2015
- Buoys, 2019
- Reset (разом із Sonic Boom), 2022